# دنی کرو
دنی کرو (انگلیسی: Danny Crow؛ زادهٔ ۲۶ ژانویهٔ ۱۹۸۶) بازیکن فوتبال اهل بریتانیا است.
از باشگاه‌هایی که در آن بازی کرده‌است می‌توان به باشگاه فوتبال کمبریج یونایتد، باشگاه فوتبال پیتربورو یونایتد، باشگاه فوتبال نیوپورت کانتی، باشگاه فوتبال لوتون تاون، باشگاه فوتبال نوتس کانتی، باشگاه فوتبال لوستوفت، باشگاه فوتبال نوریچ سیتی، و باشگاه فوتبال نورث‌همپتون تاون اشاره کرد.